# Psychoda vittata
Psychoda vittata és una espècie d'insecte dípter pertanyent a la família dels psicòdids.

## Descripció
- És de grandària petita i de color groguenc.
- Les ales tenen una franja de color marró a prop del centre i fan 1,9 mm de llargària i 0,7 d'amplada.
- La placa subgenital de la femella presenta petits lòbuls apicals.[5]

## Distribució geogràfica
Es troba a Àsia: l'Índia.